# شیکالا
شیکالا (به لاتین: Chicala) یک منطقهٔ مسکونی در آنگولا است که در کویتو، آنگولا واقع شده‌است.